# Амстел
Амстел је ријека у Холандији која протиче кроз Амстердам, који је по њој и добио име. Настаје од двије ријеке: Дрехт и Коме Мијдрехт.
Име је изведено од ријечи Aeme stelle што је на старом холандском значило „простор богат водом“.

## Пиво Амстел
Пиво Амстел је добило име по ријеци. Пивара Амстел је, као и многе друге пиваре, била смјештена близу ријеке, јер је вода била чиста и могла се користити у производњи.

## Амстел у умјетности
Многи умјетници су цртали или сликали ријеку, као што су:
- Арт ван дер Нер
- Рембрант
- Георг Хенрик Брејтнер
- Пит Мондријан
- Франс Копелар